# Ideal TV
Ideal TV foi um canal de televisão brasileiro sediado em São Paulo, capital do estado homônimo. Foi lançado primeiramente na televisão por assinatura, em 1.º de outubro de 2007, pela Abril Radiodifusão, subsidiária do Grupo Abril. Encerrou suas transmissões em 20 de julho de 2009, junto à FizTV, do mesmo grupo, devido à recusa das operadoras de TV paga em distribuí-las em conjunto com a MTV Brasil.
A emissora voltou ao ar em 1.º de outubro de 2013, desta vez através pela TV aberta, substituindo a MTV Brasil, que encerrou suas atividades no dia anterior. Em 18 de dezembro de 2013, a Abril Radiodifusão iniciou o processo de venda da concessão do canal Ideal TV e sua estrutura física para a Spring Comunicação. Em 13 de junho de 2014, foi concluída a venda da concessão e da estrutura física da emissora para a Spring Comunicação. No mesmo mês, a Kalunga passou a ser sócia da Spring na concessão e na estrutura física da emissora. Durante esse período, a emissora passou a vender grande parte de seus horários para igrejas, atualmente retransmite a programação da Rede Mundial de propriedade da Igreja Mundial do Poder de Deus  exibe duas horas da programação um telejornal com conteúdos de Agence France Presse.
Em 12 de dezembro de 2017, a Spring Comunicação vendeu sua parte do canal para os sócios José Roberto Garcia e Paulo Sérgio Garcia, proprietários da Kalunga, que, com essa aquisição, tornaram-se os únicos proprietários da concessão e das instalações da Ideal TV. Em dezembro de 2020, foi anunciada a criação de uma nova emissora voltada ao público jovem, a Loading, que iniciou sua transmissão em 7 de dezembro de 2020 em canais de televisão terrestre e por assinatura. A Ideal TV permaneceu disponível por meio de transmissão via parabólica analógica. Em novembro de 2021 a Ideal TV retorna, em caráter provisório, às TVs aberta e fechada no lugar do canal antecessor, aguardando a lacração de seus transmissores. Porém, em outubro de 2024, a cassação foi anulada. Em agosto de 2025, o canal mais uma vez foi substituído em TV aberta e por assinatura, agora pela Xsports.

## História

### Lançamento pela TV paga e encerramento
Lançado originalmente em 1.º de outubro de 2007 na TV por assinatura, a programação do canal era composta por programas voltados para a área empresarial com três núcleos: gestão de negócios, gestão de carreira e bem viver, destinada ao público empreendedor, ávido por informação e atento aos acontecimentos mundiais, profissionais que vivem o desafio diário de mostrar bons resultados para a empresa, manterem-se competitivos no mercado de trabalho e ainda ter tempo para a vida pessoal. A programação também contava com boletins informativos ao longo da programação, com notícias atualizadas durante todo o dia. O formato do canal era denominado de canal de negócios segundo o jornal britânico Financial Times. Inicialmente, era transmitido 18 programas de produção própria, aquisições de produtoras nacionais e internacionais – incluindo da BBC. Ele era presente na TVA, Telefônica TV Digital e TVN. Em 20 de julho de 2009 o canal foi encerrado às 23h59. Os motivos para o encerramento do canal foram a recusa das operadoras Sky e NET em incluir o canal em seus pacotes e os baixos índices de audiência.

### Relançamento pela TV aberta e chegada ao Satélite
Em 1.º de outubro de 2013, a Ideal TV retomou suas transmissões, substituindo a MTV Brasil. O Grupo Abril optou por relançar o canal a fim de permanecer dono da concessão na TV aberta até que as negociações fossem concluídas.
Nele, a programação é composta totalmente por produções nacionais feitas pelo canal, reprisando o conteúdo da época em que era um canal fechado, juntamente com produtos da Elemídia. Este, exibe durante os intervalos notícias também veiculadas em elevadores de edifícios comerciais, supermercados, universidades, hotéis, academias, shoppings, entre outros.
Em 3 de fevereiro de 2014, a emissora passou a transmitir em rede nacional, pelo satélite Star One C2, no lugar do BRZ.

#### Venda ao Grupo Spring e Kalunga
Em 18 de dezembro de 2013, a Abril vendeu a Ideal TV para o Grupo Spring, liderado pelo empresário José Roberto Maluf. Segundo o site Notícias da TV, o valor da transação foi estimado em cerca de R$ 200 milhões.
A ideia do Grupo Spring era fazer um canal aos moldes do E!, com foco em cinema, música, entretenimento e o mundo das celebridades. Os donos das lojas Kalunga, rede de papelarias focada em produtos de escritório e escolar serão sócios da nova emissora, que aos poucos está sendo concretizado.
Sem ter as concessões transferidas para o Grupo Spring, o Grupo Abril decide fechar um acordo com a Igreja Mundial do Poder de Deus, liderada por Valdemiro Santiago, para a locação de horários da emissora para a programação religiosa da igreja, a Rede Mundial. Os sócios do negócio com a Spring, os donos da Kalunga negaram a negociação de venda de horários para a igreja quando consultados pela coluna Outro Canal, do jornal Folha de S.Paulo.
Apesar de a venda das concessões do canal para o Grupo Spring pelo Grupo Abril já esteja consumada, ela foi feita sem a aprovação do Ministério das Comunicações, que não teria recebido o pedido de a transferência de concessão da Abril Radiodifusão para o Grupo Spring. A Abril ainda é o responsável pelo canal e informou para o jornal Folha de S.Paulo, em reportagem publicada em 3 de agosto de 2014, que a transferência das concessões para o Grupo Spring foi protocolada em 29 de julho de 2014. A empresa afirmou ainda que o canal ficará sob a responsabilidade do grupo até que o Ministério das Comunicações aprove a venda para a Spring.
De acordo com o último balanço financeiro da Abril Comunicações S.A., razão social adotada pelo Grupo Abril desde 2012, a venda das concessões da Abril Radiodifusão foi aprovada pelo CADE em 17 de janeiro de 2014.
Em 26 de junho de 2014, foi noticiado que os irmãos José Roberto e Paulo Sérgio Garcia, proprietários da Kalunga, se tornaram sócios de José Roberto Maluf na Ideal TV.
Após mais de um ano da venda do canal para a Spring, a Ideal TV ainda segue sob o controle da Abril, que ainda aguarda aprovação do Ministério das Comunicações para que as operações sejam transferidas para a Spring. O ministério ainda analisa a venda da emissora de um grupo para o outro, enquanto o Ministério Público Federal entrou com uma ação contra as empresas, alegando que a venda da concessão da Ideal TV é ilegal. O canal ainda exibe a programação da Igreja Mundial.
Em 22 de outubro de 2015, é publicado no Diário Oficial da União a transferência das retransmissoras da Ideal TV para a Spring. No ano seguinte, o presidente em exercício Michel Temer e Gilberto Kassab, então titular do Ministério da Ciência, Tecnologia, Inovações e Comunicações, aprovam a transferência da concessão da Abril Radiodifusão para a Spring de forma precária, até a aprovação da renovação da outorga pelo Congresso Nacional. A Comissão de Ciência, Tecnologia, Inovação, Comunicação e Informática do Senado Federal do Brasil, em relatório do senador Otto Alencar, deu parecer favorável à renovação da licença da Ideal TV em maio de 2017.
Posteriormente, foi apresentado um requerimento de informações ao MCTIC. As informações foram divulgadas pelo ministério em 11 de agosto de 2017, e foram recebidas pelo Senado Federal no dia 15 de agosto de 2017. Em 11 de julho de 2019, foi apresentado um novo parecer, recomendando o arquivamento do ofício, pois foi entendido que com o decreto e as explicações do MCTIC, os trâmites foram seguidos de forma totalmente legalizada. O parecer foi aprovado na CCT no dia 10 de setembro de 2019, e foi arquivado no dia 12 de setembro de 2019.
O Ministério Público Federal entrou com uma ação civil pública contra a Abril e a Spring, acusando as duas empresas de efetuarem o negócio da venda das concessões da Ideal TV ilegalmente. O ministério acusa as empresas de desviarem a finalidade da concessão, e que a transferência da mesma para terceiros é proibido por lei, já que para se obter uma licença de radiodifusão é necessário passar por licitação pública. A Abril alegou para o ministério que acreditava não precisar de licitação prévia, com base na lei nº 4.117 de 1962 e no decreto nº 52.795 de 1963, mas o ministério argumenta que a Abril deveria ter feito a transferência durante a venda da emissora, em 2013. Posteriormente, o controle do canal passa a ser apenas do Grupo Kalunga.
Em 21 de março de 2017, a Ideal TV passou a retransmitir a programação da TV Universal, controlada pela Igreja Universal do Reino de Deus, no lugar da programação da Rede Mundial, da igreja homônima liderada por Valdemiro Santiago. A retransmissão da programação da Rede Mundial pela Ideal TV foi encerrada a meia-noite do mesmo dia. A transmissão durou até 6 de julho de 2018, quando o canal volta a reexibir programas antigos, além de exibir conteúdo da NBR. Em 12 de dezembro de 2017, José Roberto Menezes Garcia e Paulo Sérgio Menezes Garcia adquiriram, por meio da Kalunga 50% das ações cada um da Ideal TV (ID TV S.A., anteriormente denominada Spring Televisão S.A.), incluindo sua estrutura física. Desde junho de 2014, os irmãos Garcia já possuíam participação na empresa. A transação de 2017 envolveu a aquisição das ações restantes, que até então estavam sob controle de José Roberto Maluf, da Spring Comunicação.

### Substituição pela Loading e cassação das concessões
Em 26 de outubro de 2020, é apresentado para o público o projeto de um novo canal, intitulado Loading. A nova emissora tem como foco o público jovem, apresentando videoclipes, animes, programas de conteúdo geek, tokusatsu, filmes, além de produção própria. As instalações são no mesmo prédio que abrigou por quase 30 anos a Rede Tupi e por quase 23 anos a MTV Brasil em Sumaré, além de ocupar a frequência do extinto canal do Grupo Abril, hoje controlado pelo Grupo Spring de Comunicação, mantedor do novo projeto, que tem transmissão na TV aberta, TV por assinatura e no streaming, com a estreia no dia 7 de dezembro de 2020.
Dias após o anúncio, o Tribunal Regional Federal da 3.ª Região barrou a venda das concessões da Ideal TV pelo Grupo Abril para o Grupo Spring, condenando as empresas e o Ministério das Comunicações por omissão à não extinção do contrato do repasse. Segundo a Justiça, com a venda à Spring, a Abril obteve um enriquecimento ilícito de R$ 290 milhões, sendo que, após o fim da MTV Brasil, deveria ter solicitado a cessão de suas outorgas.
Em 1.º de dezembro de 2020, o canal anuncia o fechamento de um novo acordo com a Rede Mundial, já que inicialmente a Igreja Mundial teria que deixar a grade de programação da emissora até às 23h59min do dia 30 de novembro, agora mantendo a sua programação apenas por via do sinal disponível nas parabólicas analógicas (Star One C2). Com isso, a emissora ficou no ar no sinal terrestre e por assinatura até às 19h59min do dia 3 de dezembro de 2020, quando foi substituído pela programação experimental da Loading, que inicia definitivamente suas atividades no dia 7 de dezembro.
No entanto, em 27 de maio de 2021, após quase seis meses da inauguração do novo canal, a Kalunga anuncia desistência do projeto por causa de uma grave crise financeira e falta de recurso comercial, mesmo com os patrocínios da Cacau Show, Havaianas e Motorola na programação. Tal decisão culminou na demissão de toda a equipe do canal, incluindo apresentadores, diretores e produtores. Toda a grade inédita da emissora foi substituída por reprises de entalados e o telejornal De Olho no Mundo.
Com o fim da produção inédita da Loading, chegou a ser discutido um possível arrendamento de grade para a Igreja Universal do Reino de Deus, buscando expandir o sinal da recém-inaugurada TV Templo, o que não se concretizou. Em 7 de julho, é anunciada a parceria com o Grupo Jovem Pan para o relançamento da TV Jovem Pan, após uma disputa direta com a CNN Brasil pelas concessões da Spring. Tal informação foi confirmada uma semana depois por Tutinha, dono da rede de rádios. No entanto, a emissora é alvo de um processo movido pelo TRF-3, referente a venda das concessões do Grupo Abril para a Spring. O canal só se manteve no ar graças a um pedido de revisão da decisão judicial, concedido pelo tribunal. Um novo julgamento foi marcado para o dia 22 de julho. O processo, no entanto, teve que ser adiado para adição de mais provas, sendo marcado para o dia 19 de agosto. Com a sentença final, ficou decidido que as concessões do canal foram cassadas em definitivo, impedindo também o possível relançamento da TV Jovem Pan, previsto para setembro de 2021.
Em 26 de novembro de 2021, passa a ser inserida na transmissão da Loading uma nota de rodapé informando que sua programação, até então formada por reprises de animes e pelo telejornal De Olho no Mundo, seria substituída pelos conteúdos da Igreja Mundial do Poder de Deus, emitidos pela Ideal TV, que volta a estar presente em canais abertos. A exibição tem caráter provisório até as questões judiciais envolvendo as concessões pertencentes à Spring, que seguem em segredo de Justiça após apresentação de embargos contra a decisão de 19 de agosto de 2021, serem resolvidas. O sinal da Ideal interrompeu o da Loading à meia-noite do dia 28.
Em 14 de fevereiro de 2023, sai a programação da Rede Mundial da Ideal TV. No lugar, passa a ser exibido, de maneira ininterrupta, o telejornal De Olho no Mundo (que até então, só ia ao ar durante as madrugadas, para cumprir a cota de jornalismo), com matérias atuais e antigas da Agence France-Presse. No mesmo dia, 14 de fevereiro, a igreja retornou ao canal sem nenhum aviso prévio.
Em 23 de janeiro de 2024, a Ideal TV recebeu autorização do Ministério das Comunicações para operar um novo canal de televisão em Rio Branco, capital do Acre. A portaria foi publicada no Diário Oficial da União, permitindo que a IDTV S.A., empresa de radiodifusão sediada em São Paulo e detentora da Ideal TV, iniciasse suas operações no canal 40, transmitindo em sinal digital. Em 16 de outubro, o sinal analógico da Ideal TV na frequência 1140H do satélite Star One D2 foi desativado. No mesmo mês, a cassação das concessões foi anulada.

### Substituição pela Xsports
Os primeiros boatos sobre a estreia da Xsports surgiram em novembro de 2024 através de uma matéria feita pelo colunista Flávio Ricco ao Portal Leo Dias. Em dezembro, a Kalunga colocou o site oficial no ar.
A previsão inicial de estreia foi marcada para o primeiro semestre de 2025, mas o canal sofria com a dificuldade de adquirir direitos de transmissão de eventos esportivos relevantes. Até mesmo acordo com equipes de divisões inferiores do Campeonato Brasileiro de Futebol chegaram a ser cotados. A emissora também já havia fechado parceria com uma bet não divulgada para questões de patrocínio.
No dia 9 de junho de 2025, é divulgado que a Kalunga estaria em negociações avançadas com a ESPN para a exibição e produção de programas, além de transmissões ao vivo de alguns eventos na TV aberta, sendo eles a Premier League, o campeonato Italiano e a La Liga. O canal também nomeou Henrique Meira como diretor de esportes, marcando a estreia para agosto. Em 15 de julho é confirmado que a Kalunga e a ESPN fecharam um acordo de parceria para o lançamento da Xsports, além de ser marcado para o 6 de agosto a "contagem regressiva" para a sua inauguração em uma coletiva de imprensa no Hotel Unique, sendo também revelado o slogan da emissora: "Emoção de verdade".
A Xsports iniciou suas transmissões à meia-noite do dia 6 de agosto de 2025 com a exibição do telejornal Mundo em Foco, seguido de teasers da nova programação, marcando assim, o encerramento em definitivo da Ideal TV, que dessa vez não continuou com as transmissões nas parabólicas. A estreia oficial aconteceu no dia 16 às 10h da manhã.